# Antonio Lanza (filologo)
Antonio Lanza (Roma, 1949) è un filologo e storico della letteratura italiano.

## Biografia
Lanza è stato professore ordinario di Letteratura italiana nell'Università degli Studi dell'Aquila dal 2009 al 2013. È stato membro del Consiglio scientifico della Società Dantesca Italiana fino al 2015.
Filologo e studioso di storia della letteratura italiana del Medioevo e del Rinascimento, si è occupato in particolare delle polemiche tra umanisti e tradizionalisti e della storia della cultura fiorentina tra la fine del Trecento e la prima metà del Quattrocento. Sulla scia degli studi di Domenico Guerri, Lanza ha sostenuto che la tenzone tra Dante e Forese Donati sia in realtà una tenzone quattrocentesca, impropriamente attribuita al Poeta e al suo amico.
Ha pubblicato numerose edizioni di testi toscani antichi, tra cui quelle del Paradiso degli Alberti di Giovanni Gherardi, del Trecentonovelle di Franco Sacchetti, delle varie redazioni della Novella del Grasso legnaiuolo, delle Rime di Cecco Angiolieri, dei Poemetti dello Za, delle Poesie autentiche del Burchiello e della Commedìa. Dirige le riviste «Letteratura italiana antica», «La Parola del testo» e «Rivista internazionale di ricerche dantesche» (tutte e tre pubblicate per i tipi di Fabrizio Serra editore); dal 2012 al 2015 ha diretto «Studi danteschi», organo ufficiale della Società Dantesca Italiana. Dal 1988 al 2012 ha diretto la sezione dantesca de «La Rassegna della letteratura italiana», mentre nei primi anni Novanta la collana L'arco muto presso De Rubeis Editore. È direttore delle collane «I Saggi di Letteratura italiana antica», «Dantesca», «Classici italiani» e «Orti Oricellari».
Si è occupato parallelamente di storia del jazz (è autore delle voci di jazz della Quinta Appendice dell'Enciclopedia Italiana) e ha svolto corsi sul West Coast jazz presso la Casa del Jazz in Roma.

## Opere
- Polemiche e berte letterarie nella Firenze del primo Quattrocento. Storia e testi, Bulzoni, Roma 1971 (2ª ed. 1989). ISBN 8871190688
- Studi sulla lirica del Trecento, Bulzoni, Roma 1978.
- (con Maurizio De Benedictis), L'avventura di Marco Polo, Editori Riuniti, Roma 1982. ISBN 8835900042
- Primi secoli. Saggi di letteratura italiana antica, Archivio Guido Izzi, Roma 1991. ISBN 8885760236
- Firenze contro Milano. Gli intellettuali fiorentini nelle guerre con i Visconti (1390-1440), De Rubeis, Anzio 1991. ISBN 8885252079
- La letteratura tardogotica. Arte e poesia a Firenze e Siena nell'autunno del Medioevo, De Rubeis, Anzio 1994. ISBN 8885252249
- Freschi e minii del Due, Tre e Quattrocento, Cadmo, Fiesole 2002. ISBN 8879233424
- Spigolature di letteratura italiana antica, Aracne, Roma 2010. ISBN 9788854835146
- Dante gotico e altri studi sulla Commedìa, Le Lettere, Firenze 2014. ISBN 9788860878649